# 연쇄 살인마 개구리 남자
《연쇄 살인마 개구리 남자》(일본어: 連続殺人鬼カエル男)는 나카야마 시치리의 2011년작 장편 추리소설이다.
2009년 '이 미스터리가 대단해!' 대상 최종 선고 때, 같은 작가의 《안녕, 드뷔시》와 대상을 다투었다. 결국 대상은 《드뷔시》에게 넘겨주었으나 본 작품 또한 큰 호응을 얻어 2011년 출간되었다.
대한민국에는 북로드 출판사에서 출간되었으며, 역자는 김윤수이다.

## 시놉시스
12월 1일 사이타마현 한노시의 한 맨션에서 쇠갈고리에 매달린 여자 시체가 발견된다. 시체 옆에는 시체를 개구리로 인식하고 가지고 놀았음을 암시하는 쪽지가 남겨져 있었다. 현경 수사1과의 고테가와와 와타세 경부는 수사에 착수하지만 증거가 전혀 없어 용의자를 찾아내지 못한다. 시민들은 엽기적인 범행과 유아적인 메시지에 경악하고, 범죄 심리학의 권위자 오마에자키 교수는 이것이 정신 이상자의 범행이라고 이야기한다.
나흘 뒤 이번에는 폐차 직전의 차 트렁크에서 압축기에 짓눌린 노인의 시체가 발견되고, 마찬가지로 쪽지가 놓여 있었다. 언론은 이 연쇄 살인범을 '개구리 남자'로 이름지었고, 시민의 공포는 커져 간다. 경찰은 전과가 있는 정신 이상자들을 용의자로 지목하였고 고테가와는 4년 전 여자아이를 죽인 자폐증 청년 도마 가쓰오를 전담하게 된다. 가쓰오는 피아노 교사인 보호 관찰사 우도 사유리의 치료 요법을 받고 있었다. 고테가와는 사유리의 피아노 연주에 안락함을 느끼고, 착실하게 일하는 가쓰오에 대한 의심을 거두며 사유리의 어린 아들 마사토와는 친구가 된다.
그러나 마사토는 개구리 남자의 세 번째 피해자가 되고 고테가와는 분노한다. 경찰의 기자회견에서 기자인 오노우에는 피해자가 50음순대로 이름에 맞추어 살해되고 있음을 지적한다. 이것이 알려지며 한노시는 일대 혼란과 의심암귀에 휩싸인다. 네 번째 피해자가 나타나자 시민들은 이윽고 정신 이상자들의 명단을 경찰에 요구하며 폭동을 일으킨다. 고테가와는 폭동으로부터 가쓰오를 구하기 위해 움직이던 중 사건의 실마리를 잡게 된다.

## 등장인물

### 사이타마 현경
- 고테가와 가즈야(古手川 和也): 수사 1과의 1년차 신입 경관. '준이치로'라는 친구의 왕따를 방조한 과거가 있다. 준이치로가 자살한 뒤 죄책감을 느껴 왕따 가해자들을 처단하기 시작했고, '불량소년 사냥꾼'으로 불리며 그대로 경찰이 되었다. 아버지가 헤이세이 불황으로 일자리를 잃고, 어머니는 외도하게 되어 고테가와 또한 불우한 어린 시절을 보냈다.
- 와타세(渡瀬): 수사 1과의 경부로 고테가와의 상사. 능글맞은 성격이지만 사건 수사에 관해서는 예리하고 냉정한 시각을 갖고 있다. 특히 현장에서 일하는 인간의 감을 신뢰한다.
- 사토나카(里中): 현경 본부장.
- 구리스(栗栖): 수사 1과장.
- 미쓰자키 도지로(光崎 藤次郎): 법의학 교실에서 시체 검시를 담당하는 노교수.

### 피해자 관련 인물
- 아라오 레이코(荒尾 礼子): 첫 번째 피해자. 교살 후 입에 쇠갈고리가 꿰인 시체로 맨션에서 발견되었다. 나가노 출신의 젊은 회사원이었다.
- 다치바나 시로(立花 志郎): 아라오 레이코의 발견자. 신문 배달 아르바이트를 하는 고등학생.
- 쓰지마키(辻巻): 사건현장인 맨션의 관리인.
- 사이토 쓰토무(斉藤 勤): '쓰쿠다 사무기기'의 영업 사원으로, 아라오 레이코의 직장 동료. 레이코의 신원을 확인해준다.
- 가쓰라기 사다카즈(桂木 禎一): 아라오 레이코의 전 남자친구. 레이코와 결혼 문제로 결별한 상태였다. 가나자와 출신.
- 이부스키 센키치(指宿 仙吉): 두 번째 피해자. 교살 후 균등하게 압축된 시체로 차 트렁크에서 발견되었다. 중학교 교장직을 지내다가 은퇴하였다.
- 리 메이준(李 明順): 이부스키 센키치의 발견자. 중국 출신의 폐차장 노동자.
- 이부스키 고즈에: 이부스키 센키치의 손녀.
- 도마 가쓰오(当真 勝男): 사건의 용의자. 캐너 증후군 환자로 4년 전 이웃 여자아이를 폭행 후 목졸라 죽인 일로 체포되었다. 3년 뒤 재범 가능성이 없다고 판단되어 보호 관찰 처분을 받았다. 현재는 우도 사유리의 관찰 하에 치과에서 일하고 있다.
- 우도 사유리(有動 さゆり): 도마 가쓰오의 담당 보호 관찰관. 소년 시절 불량학생이었으며 소년원에 수감되었다가 오마에자키 교수의 도움으로 피아노를 배웠다. 현재는 피아노 교실 선생으로 음악 치료 요법을 통해 자폐증 청소년들을 교화하고 있다.
- 우도 마사토(有働 真人): 세 번째 피해자. 밤에 학용품을 사러 나갔다가, 다음날 아침 교살 후 해부된 시체로 공원에서 발견되었다. 우도 사유리의 외아들로, 왕따를 당하고 있었다.
- 이치노세(市ノ瀬): 우도 마사토를 괴롭히던 아이의 아버지로, 자위대 소속 자위관. 고테가와에게 아들이 위협받은 일로 고테가와를 추궁하러 온다.
- 구라이시(倉石): 우도 마사토의 발견자. 사고 공원을 순찰하던 중년의 순경.
- 에토 가즈요시(衛藤 和義): 네 번째 피해자. 교살 후 불에 탄 시체로 하천 부지에서 발견되었다. 죽기 직전 범인의 손가락을 깨물어 상처를 냈다. 유수의 형사 사건을 담당하여 명성을 얻은 변호사였는데, 당뇨병으로 인해 입원한 상태였다.

### 기타 인물
- 오마에자키 무네타카(御前崎 宗孝): 조호쿠 대학 범죄 심리학 교수. 교수 임용 전에는 교도소 의무관으로 정신이상 범죄자들을 상대하였다. 경찰의 정신병 환자 데이터베이스 제공 요청을 거부한다. 3년 전 조현병 환자에게 외동딸과 손녀가 살해당했다.
- 오노우에 젠지(尾上 善二): 사이타마일보의 사회부 기자. 피해자가 50음순으로 살해되고 있음을 알아챈다.
- 사가시마 나쓰오(嵯峨島 ナツオ): 어머니가 가출한 후 아버지 다쓰야에게 매일 밤 성폭행을 당해왔다. 이웃집의 미카를 살해한 후 체포되어 의료 소년원에 들어갔다.
- 스즈오키 미카(鈴置 美香): 나쓰오가 12살 때 이웃에 이사왔던 여자아이로, 나쓰오를 잘 따랐다. 나쓰오에게 폐가에서 살해된 후 토막났다.
- 에노키다 겐사쿠: 부동산 업자. 50음순 살인이 알려진 후 재산을 노리고 있던 남동생에게 개구리 남자의 범행으로 가장해 살해되었다.

## 영상화
간사이 TV 방송 제작으로 칸테레 드라마 라보 시간대의 '고노미스 대상 드라마 시리즈' 4탄으로서 방영되었다. 방영 시기는 2020년 1월 10일부터 2월 28일까지, 전 8화 분량.
출연진은 다음과 같다.
- 쿠도 아스카 - 고테가와 가즈야
- 츠루미 신고 - 와타세
- 노나미 마호 - 우도 사유리
- 마에다 고키 - 도마 가쓰오
- 미즈사와 신고 - 오노우에 젠지
- 나가오카 다스쿠 - 기타무라 도모미
- 기시마 로이 - 미야우치 겐
- 사카이 고하루 - 도코 유즈키
- 요시자와 겐 - 미쓰자키 도지로
- 구로카와 소야 - 우도 마사토
- 시마다 규사쿠 - 오마에자키 무네타카
- 오치아이 모토키 - 가쓰라기 사다카즈
- 사토 지로 - 주스가게 점원

## 진상
실행범은 우도 사유리이고, 공범은 도마 가쓰오이다. 그리고 이 두 사람을 오마에자키 무네타카 교수가 뒤에서 조종하였다.
오마에자키 교수는 3년 전 조현병 소년에게 딸과 손녀가 살해당했다. 그러나 범인인 소년은 심신상실자의 범행을 인정하지 않는 형법 39조와 변호사 에토 가즈요시에 의해 무죄 판결을 받았고, 교수는 이에 분노와 복수심을 품었다. 그러던 교수는 작년 말 치과에 갔다가 우연히 단체 검진을 받으러 온 에토 변호사를 목격한다. 때마침 옛 담당 환자 우도 사유리가 주택 대출금 문제로 곤란을 겪고 있었고, 도마 가쓰오가 일하고 있던 치과의 진료 기록에는 50음순으로 우도 마사토와 에토 가즈요시의 이름이 차례로 올라 있었다. 교수는 이를 이용해 복수를 실행에 옮기기로 한다.
우도 사유리의 옛 이름은 사가시마 나쓰오로, 아버지의 성폭행의 영향으로 살인에 쾌락을 느끼는 또 다른 인격이 생겨났었다. 교수의 치료로 이 인격은 사라진 상태였다. 교수는 사유리를 강간하여 옛 인격을 다시 떠오르게 했다. 그리고 사유리를 조종하여 대출금을 갚기 위해 평소 애정이 없었던 아들 마사토를 죽이고 보험금을 타내는 계획을 세운다. 우선 사유리는 진료 기록에 맞추어 아라오 레이코, 이부스키 센키치, 우도 마사토, 에토 가즈요시 순으로 죽임으로써, 연쇄 살인범의 소행으로 보이게 하였다. 그리고 가쓰오의 어릴 적 일기를 따라 시체 훼손을 하고 가쓰오가 그 모든 것을 했다고 생각하게 만들었다. 레이코를 쇠갈고리에 매다는 것은 바로 위층에서 꿰서 아래층으로 내리는 것으로 해결했고, 마사토 살해의 알리바이는 실종된 아들을 찾는 척하면서 순경의 눈을 피해 공원에 유기하였다. 한편 교수는 의도적으로 가쓰오를 노출시킴으로써 두 사람의 검거를 유도했다. 그 결과 자폐증 혐오 분위기가 조성되어 형범 39조도 화두에 올랐다.
고테가와는 피해자 모두 최근에 치과 진료를 받았다는 것에 착안하여 치과에서 일하던 가쓰오를 의심하였고, 그의 집에서 일기를 발견한 뒤 격투 끝에 가쓰오를 체포한다. 하지만 가쓰오의 손가락에는 에토 변호사로부터 입은 상처가 없다는 것에 위화감을 느낀다. 이후 절망감과 외로움을 느낀 고테가와는 사유리를 찾아가 그녀의 피아노 연주를 듣다가, 그녀의 손가락에 상처가 있는 것을 발견하고 진짜 실행범을 알아낸다. 고테가와는 사유리에게 죽을 뻔했지만 그녀가 아끼던 그랜드 피아노를 쏘는 기지로 그녀를 체포하는 데 성공한다.
와타세 경부는 가쓰오가 노골적으로 흔적을 남긴 것과 진료 기록에서 에토 변호사와 오마에자키 교수가 같은 날 진료를 받았던 걸 발견하고 모든 일의 배후로 오마에자키 교수를 지목한다. 교수는 모든 것을 자랑하듯 털어놓지만 물적 증거가 전혀 없기 때문에 체포는 불가능했다. 그러나 이후 무죄 판결을 받고 퇴원을 기다리는 가쓰오는 다음 목표로 진료 기록의 다섯 번째 이름 오마에자키 교수를 떠올린다.